# Afutuzumab
L'obinutuzumab (chiamato afutuzumab fino al 2009) è un anticorpo monoclonale umanizzato di origine murina, sviluppato dalla Hoffmann-La Roche per il trattamento del linfoma.
Esso si comporta come un immuno modulatore e mostra una potenziale attività antitumorale.
Il target del farmaco è l'antigene CD20.